# Pteroplatus nigriventris
Pteroplatus nigriventris là một loài bọ cánh cứng trong họ Cerambycidae.